# 霜田浩信
霜田 浩信（しもだ ひろのぶ）は、日本の教育学者。専門は、障害児心理学・応用行動分析学。群馬大学教授。

## 略歴
- 長野県生まれ
- 東京学芸大学教育学部障害児教育学科卒業
- 東京学芸大学大学院教育学研究科障害児教育専攻修士課程修了
- 東京都内知的障害児通所施設指導員
- 東京学芸大学附属特別支援学校教諭
- 文教大学教育学部学校教育課程特別支援教育専修講師→准教授
- 群馬大学教育学部障害児教育講座教授→群馬大学共同教育学部特別支援教育講座教授

## 専門分野
障害児心理学・応用行動分析学
- 発達障害児者に対する発達・行動支援
- 発達障害児者における自己管理行動形成に関する研究
- 発達障害児者における要求言語行動形成に関する研究
- 自閉症児者の心理・行動特性に基づいた指導内容の研究

## 著書・論文

### 著書
- 『学校ボランティアハンドブック』（ほんの森出版、2011年）
- 『実際のつまずきに向き合う・予防する子どものSSTプログラム－発達障害・コミュニケーションが苦手な子のためのソーシャルスキルアップトレーニング－』（ラピュータ、2009年）
- 『障害児者の理解と教育・支援 -特別支援教育／障害者支援のガイド-』（金子書房、2008年）
- 『ちゃんと人とつきあいたい －発達障害や人間関係に悩む人のためのソーシャルスキルトレーニング－』（山海堂、2007年）
- 『特別支援教育の基礎知識－障害児のアセスメントと支援、コーディネートのために－』（明治図書、2006年）

### 論文
- 『特別支援教育における学校心理士の役割と今後の課題-コンサルテーション・コーディネーション機能の充実-』（日本学校心理士会年報、2010年）
- 『知的障害生徒における現場実習にむけたアセスメント－一般職業適性検査（ＧＡＴＢ）活用による現場実習プロフィールの記述内容分析－』（群馬大学教育学部紀要　人文・社会科学編、2010年）
- 『特別支援学校における授業作りに関する研究－視覚的教材としてのデジタルカメラ画像利用の効果－』（群馬大学教育学部紀要　人文・社会科学編、2010年）
- 『外部専門家による特別支援学校との連携の効果』（文教大学教育学紀要、2008年）
- 『学級作りと授業作りにもとづく特別支援教育』（教育心理学年報、2008年）
- 『知的障害生徒に対する給食の食べ残しへの自己評価による指導』（東京学芸大学教育実践研究支援センター紀要、2007年）
- 『不適応症状を呈した成人期発達障害者への支援に関する検討』（東京学芸大学紀要　総合教育科学系、2007年）
- 『成人期発達障害者の不適応症状に関する検討』（東京学芸大学教育実践研究支援センター紀要、2007年）
- 『共同作業場面における自閉性障害生徒の社会的スキルに対する自己モニタリング指導の効果』（行動療法研究、2007年）
- 『知的障害養護学校中学部における教育支援に関する基礎研究－行動上の問題を示す生徒の実態調査による検討－』（東京学芸大学紀要　総合教育科学系、2006年）
- 『成人期アスペルガー症者の不適応症状と支援方法に関する研究』（東京学芸大学教育実践研究支援センター紀要、2006年）
- 『自閉症への生涯発達支援の構築に向けて－類型化にもとづく支援の必要性－』（発達障害学研究、2006年）
- 『自閉症児に対する学習課題遂行のためのセルフ・マネージメント行動の指導』（文教大学教育学紀要、2006年）
- 『知的障害者の就労支援に関する研究―Ｓ社の「チャレンジド雇用」―』（文教大学人間科学研究、2006年）

他多数

## 所属学会
- 日本特殊教育学会
- 日本発達障害学会
- 日本行動分析学会
- 日本行動療法学会
- 日本発達心理学会
- 日本教育心理学会
- 日本LD学会
- 日本発達障害支援システム学会
- 日本自閉症スペクトラム学会